# 龙新民
龙新民（1946年9月—），男，湖南祁东人，中华人民共和国政治人物，主任记者。中共中央党校研究生毕业（中央党校培训部）。曾任中共中央党史研究室副主任（正部长级），中共第十六届中央候补委员。

## 生平
早年考入北京师范大学中文系。1969年7月参加工作，进入北京人民广播电台。1973年12月加入中国共产党。1983年，升任北京电视台副台长。1990年，担任北京市委宣传部副部长。2000年，担任北京市委副书记兼北京市委党校校长。2005年，升任国家新闻出版总署署长、党组书记兼国家版权局局长。2007年4月，任中共中央党史研究室副主任（正部长级）。2013年3月当选第十二届全国政协委员会常务委员。